# Ендерлін (Північна Дакота)
Ендерлін (англ. Enderlin) — місто (англ. city) в США, в округах Ренсом і Кесс штату Північна Дакота. Населення — 881 особа (2020).

## Географія
Ендерлін розташований за координатами 46°37′14″ пн. ш. 97°35′37″ зх. д. / 46.62056° пн. ш. 97.59361° зх. д. (46.620664, -97.593563).  За даними Бюро перепису населення США в 2010 році місто мало площу 3,73 км², уся площа — суходіл. В 2017 році площа становила 4,05 км², уся площа — суходіл.

## Демографія
Згідно з переписом 2010 року, у місті мешкало 886 осіб у 386 домогосподарствах у складі 225 родин. Густота населення становила 238 осіб/км².  Було 454 помешкання (122/км²).
Расовий склад населення:
| - 98,6 % — білих - 0,8 % — корінних американців - 0,2 % — чорних або афроамериканців - 0,1 % — азіатів |

До двох чи більше рас належало 0,2 %. Частка іспаномовних становила 2,4 % від усіх жителів.
За віковим діапазоном населення розподілялося таким чином: 21,6 % — особи молодші 18 років, 53,2 % — особи у віці 18—64 років, 25,2 % — особи у віці 65 років та старші. Медіана віку мешканця становила 48,5 року. На 100 осіб жіночої статі у місті припадало 96,9 чоловіків;  на 100 жінок у віці від 18 років та старших — 90,9 чоловіків також старших 18 років.
Середній дохід на одне домашнє господарство  становив 52 811 долар США (медіана — 46 296), а середній дохід на одну сім'ю — 68 740 доларів (медіана — 65 469). Медіана доходів становила 49 583 долари для чоловіків та 32 500 доларів для жінок. За межею бідності перебувало 12,7 % осіб, у тому числі 9,4 % дітей у віці до 18 років та 12,6 % осіб у віці 65 років та старших.
Цивільне працевлаштоване населення становило 449 осіб. Основні галузі зайнятості: освіта, охорона здоров'я та соціальна допомога — 24,7 %, транспорт — 19,2 %, виробництво — 14,9 %, роздрібна торгівля — 11,1 %.